# Les Clefs
Les Clefs  là một xã trong tỉnh Haute-Savoie thuộc vùng Rhône-Alpes đông nam Pháp.

## Geography
The Fier forms part of the commune's north-eastern border, then flows westward through the northern part of the commune.